# Sânon
Der Sânon ist ein rund 49 km langer Fluss in der französischen Region Grand Est. Er ist ein rechter und östlicher Nebenfluss der Meurthe.

## Geographie

### Verlauf
Der Sânon entspringt im Gemeindegebiet von Avricourt und mündet nach generell westlich gerichtetem Verlauf nach 49 Kilometern in Dombasle-sur-Meurthe von rechts in die Meurthe. Der Oberlauf durchquert den Regionalen Naturpark Lothringen. Zwischen Moussey und der Mündung begleitet er den Schifffahrtskanal Canal de la Marne au Rhin und trägt auch zu dessen Wasserversorgung bei.
Auf seinem Weg durchquert der Sânon die Départements Moselle und Meurthe-et-Moselle.

### Zuflüsse
Zuflüsse größer 5 km von der Quelle zur Mündung, Längenangaben nach SANDRE
- Ruisseau du Roseau (rechts), 6,5 km
- Ruisseau de la Laixiere (rechts), 10,3 km
- Ruisseau le Remoncourt (links), 7,5 km
- Ruisseau de l’Etang de Grave (links), 5,6 km
- Ruisseau de la Grande Goutte (links), 5,1 km
- Ruisseau le Grand Ru (links), 5,5 km
- Ruisseau de Fossate (rechts), 5,4 km
- Ruisseau du Souche (links), 5,6 km
- Ruisseau de l’Etang de Serre (rechts), 6,6 km

### Orte am Fluss
- Département Moselle
  - Avricourt
  - Moussey
- Département Meurthe-et-Moselle
  - Einville-au-Jard
  - Crévic
  - Sommerviller
  - Dombasle-sur-Meurthe

## Hydrologie
Bei der Mündung des Sânon in die Meurthe beträgt die mittlere Abflussmenge (MQ) 2,82 m³/s; sein Einzugsgebiet umfasst 291,6 km²
Für den Pegel Dombasle-sur-Meurthe wurde über einen Zeitraum von 33 Jahren (1988–2020) die durchschnittliche jährliche Abflussmenge berechnet. Im langjährigen Mittel beträgt dort die Abflussmenge 2,92 m³/s und das Einzugsgebiet umfasst mit 284 km² etwa 97,4 % des Gesamteinzugsgebietes.
Die höchsten Wasserstände werden in den Wintermonaten Dezember bis Februar gemessen. Ihren Höchststand erreicht die Abflussmenge mit 5,30 m³/s im Februar. Von März an geht die Wasserführung kontinuierlich zurück und erreicht ihren niedrigsten Stand im August mit 1,22 m³/s und steigt danach stetig wieder an.